# Conus miliaris
Conus miliaris é uma espécie de gastrópode do gênero Conus, pertencente à família Conidae.

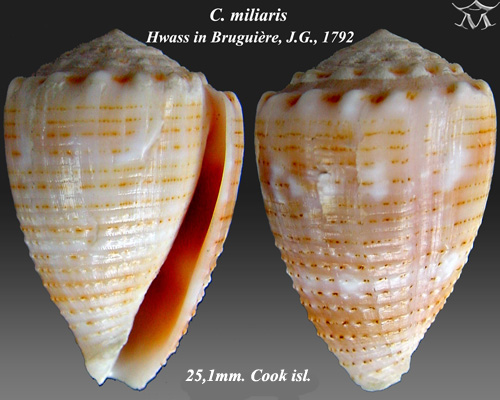
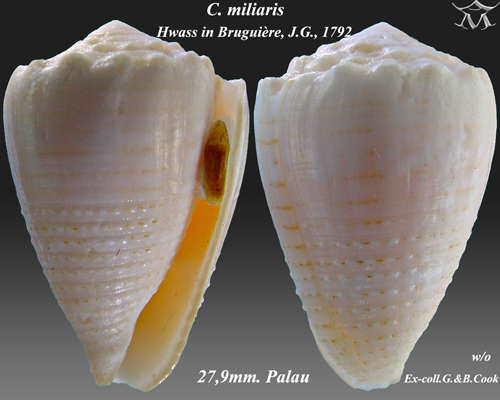
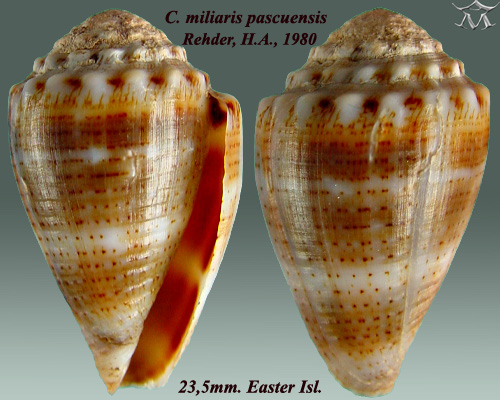
Conus miliaris pascuensis Rehder, H.A., 1980
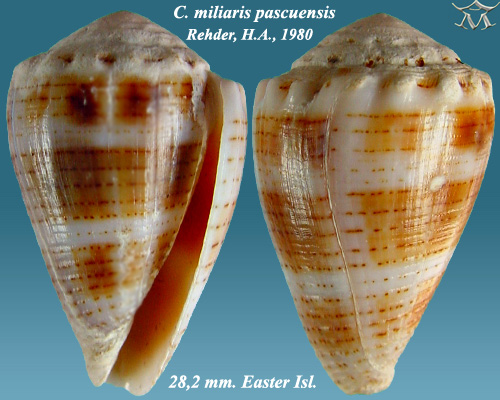
Conus miliaris pascuensis Rehder, H.A., 1980